# Rubraea medea
Rubraea medea is een vlinder uit de familie van de Nymphalidae. De wetenschappelijke naam van de soort is voor het eerst voorgesteld, als Papilio medea, door Pieter Cramer in een publicatie uit 1775.
De soort komt voor in Sao Tomé en Principe (Principe).